# Tappo - Cucciolo in un mare di guai
Tappo - Cucciolo in un mare di guai (Trouble) è un film d'animazione canadese del 2019 diretto da Kevin Johnson e distribuito da Eagle Pictures.

## Trama
Tappo è un cagnolino un po’ viziato, avvezzo ad ogni tipo di lusso grazie alla sua benestante padrona. Quando la donna muore, il cucciolo si ritrova improvvisamente senza un tetto. Gli eredi della signora lo cacciano di casa e Tappo è così costretto ad imparare a vivere nel mondo reale. Solo nella grande città,  Tappo conosce altri cani che diventeranno suoi amici, come Rousey, Gizmo, Norm, Bella e Tippy; inoltre, conosce Zoe, una giovane aspirante cantante che si prenderá cura del cucciolo, regalandogli un posto in cui dormire, il suo monolocale, molto diverso dalla dimora in cui abitava in precedenza. Sulle tracce di Tappo, però, ci sono anche Charles e Victoria, i perfidi ed unici parenti della defunta signora venuti a conoscenza del fatto che l’intera eredità della donna è stata lasciata interamente al cagnolino. Ci penserà Zoe ad aiutare Tappo a sfuggire ai due avidi eredi.

## Produzione
A inventare la storia di Tappo sono stati Jordan Katz, Judah Miller, Rob Muir, John Paul Murphy e Harland Williams, mentre della colonna sonora si è occupata la musicista e paroliera Jessica Weiss.
Fra i doppiatori della versione originale del film ci sono l’addestratore di cani César Millán, famoso per la trasmissione tv Dog Whisperer - Uno psicologo da cani trasmessa negli Stati Uniti e Snoop Dogg, rapper e produttore discografico americano che ha lavorato spesso per il cinema, in qualità sia di doppiatore che di attore.

## Promozione
Un primo trailer del film è stato pubblicato l’11 ottobre 2019. Il trailer ufficiale italiano è stato pubblicato il 27 dicembre seguente.

## Distribuzione
Il film è uscito l’11 gennaio 2020 nelle sale cinematografiche statunitensi; in Italia l’uscita è avvenuta il 23 gennaio seguente con un anno di ritardo.

## Accoglienza

### Incassi
Il film ha incassato 11.949.430 milioni di dollari nel mondo. In Italia ha incassato 491.000 euro di cui 272.000 nel primo fine settimana di programmazione.